# Anton Hirschig
 (février 2021).
Le contenu est difficilement compréhensible vu les erreurs de traduction, qui sont peut-être dues à l'utilisation d'un logiciel de traduction automatique.
Antonius (Anton) Matthias Hirschig (18 février 1867, Naarden - 6 novembre 1939, Alkmaar), également connu sous le nom de Tony, est un artiste néerlandais qui, dans sa jeunesse, loge avec Vincent van Gogh à l'Auberge Ravoux à Auvers-sur-Oise au moment de la mort de ce dernier en 1890.

## Biographie
Antonius Matthias Hirschig est né aux Pays-Bas le 18 février 1867 à Naarden, en Hollande septentrionale. Il est le fils de Christianus Jacobus Johannes Hirsching et Anna Swart. Son père est médecin, formé à Amsterdam dans la marine royale néerlandaise. Son grand-père Antonius Hirschig est recteur de l'académie latine d'Alkmaar. Les tantes paternelles de Hirschig, Adriana Wilhelmina Hirschig et Jacoba Gysberta Hirschig, ont épousé des hommes de la riche famille de banquiers De Lange d'Alkmaar comme la sœur de Hirschig, Anna, dans un mariage consanguin avec un fils de Jacoba Gysberta. Leur frère  Adrianus Jacobus Hirschig, est un ingénieur civil prospère (constructeur de digues) assez riche pour posséder l'impressionnante maison de campagne « Postwyck (nl) » à Baambrugge.
Un autre frère, Jacob Hirschig, est officier d'artillerie et il est enregistré comme amateurchilder (peintre amateur) dans le monumental Lexicon Nederlandse Beeldende Kunstenaars 1750-1950 de Pieter Scheen. Sa sœur, Matthia Hirschig, est confondue avec Anton Hirschig dans la première édition (1969) du lexique de Scheen.
La situation financière de Hirschig n'est pas connue, il ne semble pas avoir exercé d'autre profession que « kunstschilder » (artiste peintre).
Les archives généalogiques de Lange déposées à Alkmaar en 1958 ne nous renseignent pas. Cependant, Hirschig pourrait bien avoir hérité  de sa mère Anna Swart. Son père, Jacob Swart, était directeur de la célèbre société de création de cartes d'Amsterdam, Van Keulen, et a exploité l'entreprise après la mort du dernier membre fondateur de la famille. L'entreprise a été liquidée en 1885. Après la mort d'Anna Swart, le père d'Anton Hirschig a épousé sa sœur Catharina Swart.
Il a un lien familial avec le peintre hollandais Anton Mauve. Sa mère Elisabeth Margaretha Hirschig est une double cousine germaine des enfants Hirschig. De son côté Mauve, figure majeure de l'école de La Haye, a prodigué des leçons et des encouragements à Vincent Van Gogh à ses débuts, son cousin par alliance... Mauve a en effet épousé Ariëtte (Jet) Sophia Jeannette Carbentus, une nièce de la mère de Vincent. Il semble cependant improbable que l'introduction d'Anton Hirschig auprès de Van Gogh ait été facilitée par ces liens familiaux. Theo van Gogh dans sa lettre du 15 juin 1890 à Vincent qui lui conseille Auvers annonce à son frère que Hirschig qu'il lui envoie ,est recommandé par le peintre Théophile de Bock.
Jacoba Gysberta Hirschig est l'arrière-grand-mère de Pieter van Vollenhoven, l'époux de la princesse Margriet des Pays-Bas.
La famille Hirschig elle-même descend du soldat mercenaire suisse Samuel Hirsig d'Amsoldingen, qui s'est installé à Bréda, aux Pays-Bas, avec sa femme Catharina Luginbuhl (Logebuli) de Grosshöchstetten, avant 1757 avec le régiment Stürler. Son fils Jacobus Christiaan est devenu ministre de l' Église réformée hollandaise et d'autres membres de la famille Hirschig ont été d'importants spécialistes des classiques.  Willem Adrianus Hirschig a par exemple fourni une traduction (en latin décent) de la  luxurieuse romance grecque antique populaire Leucippe et Clitophon dans ses Erotici Scriptores (Paris, 1856). Le nom de famille Hirschig est aujourd'hui éteint.
Hirschig  meurt à Alkmaar le 6 novembre 1939.

## Littérature
Dans les premières  éditions  (1969 et 1981) de son lexique  Peter Scheen confond Hirschig avec sa sœur Matthia Antonia  et donne des dates erronées tout en lui attribuant de véritables prodiges telle  l'organisation d'une exposition à La Haye à l'âge de 13 ans. On peut en douter, mais Hirschig  peut effectivement avoir organisé à 23 ans des expositions à La Haye et à Arnhem en 1890 (l'année de la mort de Van Gogh) puis à Amsterdam en 1903. Une de ses peintures réalisée en 1922 (et non de 1912) est entrée au musée municipal de La Haye dans la donation par Bredius à la nation.

## Auvers

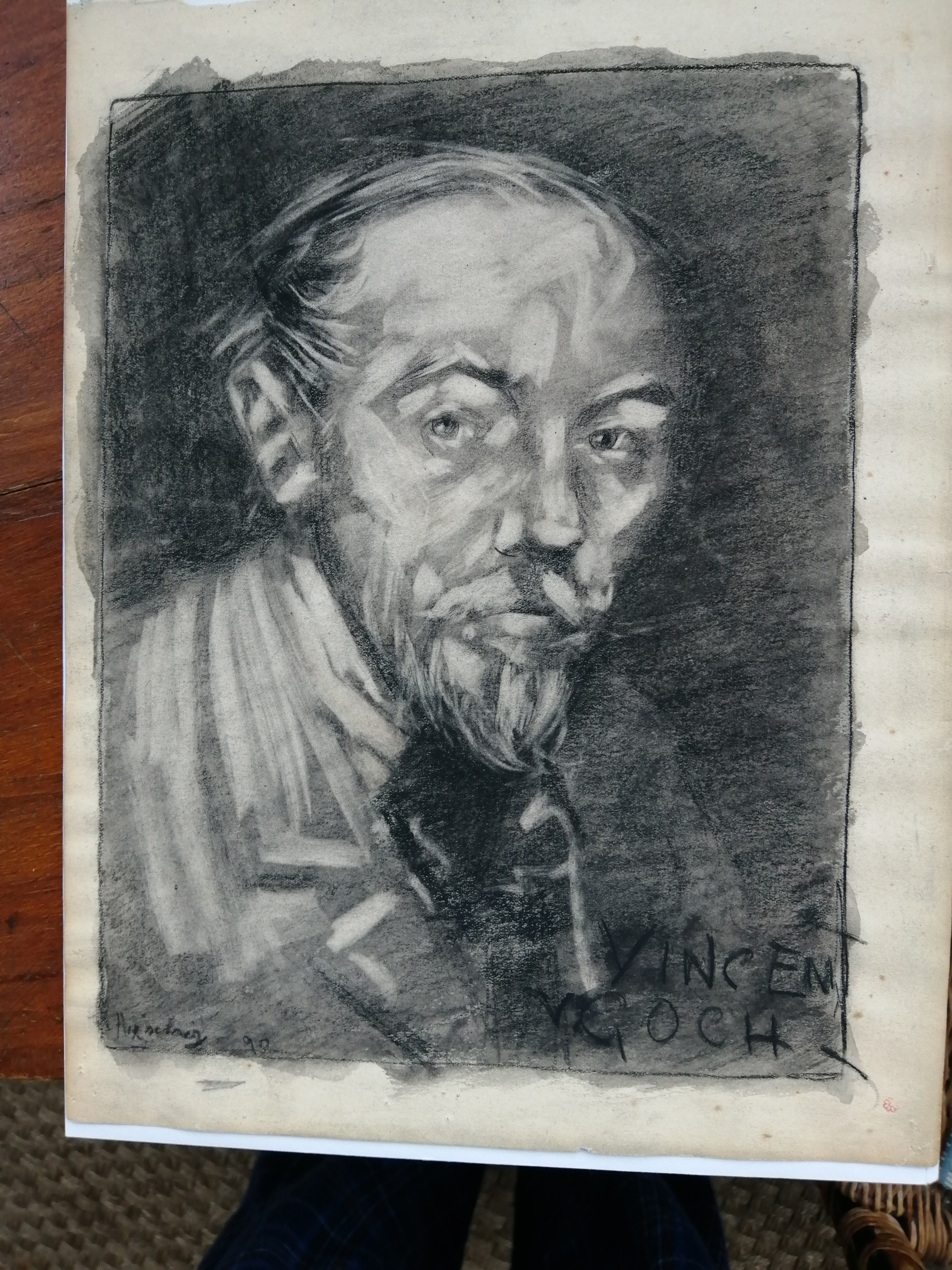
signé hirschig et daté 1890

Le 16 juin 1890 sur la suggestion de Théo Van Gogh, Hirschig rejoint  Vincent  à l'Auberge Ravoux place de la mairie . Il la quittera peu après la mort de Vincent un mois et demi plus tard.
Trois des lettres de Van Gogh évoquent « le hollandais ». Au départ, Van Gogh lui trouve « l'air trop gentil pour faire de la peinture dans les conditions actuelles » et lui conseille  de plutôt  rejoindre Gauguin en Bretagne. Il juge ensuite qu' il se fait « encore illusion sur sa manière de voir considérablement » mais Hirschig  travaille assidument et leurs relations deviennent cordiales. Nul doute qu'il a bénéficié des conseils du maître : « Hirschig commence à comprendre  un peu il m'a semblé ». Il écope d'un compliment : « il a fait le portrait du maître d'école qu'il lui a donné bien ». C'est la dernière lettre : Vincent se suicide trois jours plus tard.  
Adeline Ravoux, la fille de l'aubergiste de l'Auberge Ravoux, a décrit le séjour de Vincent à l'auberge dans un mémoire. Elle avait 12 ans au moment du séjour de Van Gogh (qui lui  en donne environ 16 ou à peu près) et livre ses souvenirs soixante sept ans plus tard .
Elle dit Hirschig apparemment plus intéressé par les jolies filles (ce dont il est permis de douter) que par la peinture et que Van Gogh ne le prenait pas trop au sérieux. Elle se souvient qu'il parlait mal le français et signale qu'il a quitté Auvers peu après l'enterrement .

## Récit de la mort de Van Gogh
Van Gogh s'est tiré une balle en direction du cœur  le 27 juillet 1890 et est mort aux premières heures du 29 juillet,. Dans une lettre au critique  Albert Plasschaert écrite « une demi-vie plus tard » en 1911, Hirschig donne un récit imagé de la mort de Van Gogh qui est en contradiction avec le récit émouvant et sensible donné par Émile Bernard dans une lettre à Albert Aurier.
« Il était couché dans sa mansarde sous un toit en zinc. Il faisait terriblement chaud. C'était au mois d'août. Il y est resté quelques jours. Peut être juste quelques-uns. Peut -être beaucoup. Il me semble que c'était beaucoup. La nuit, il criait, il criait fort. Son lit était contre le mur de l'autre mansarde où je dormais : il n'y a donc personne pour m'ouvrir le ventre ! Je ne pense pas avoir jamais vu de médecin comme son ami, l'ancien médecin militaire : "c'est ta faute pourquoi t'es-tu tué ?" Il n'avait pas d'instruments ce docteur. Il est resté là jusqu'à ce qu'il soit mort ».
Hirschig ne décrit pas les funérailles, bien qu'il ait été présent à l'enterrement et ait aidé pour l'organisation et la disposition des fleurs sur le cercueil. Il s'était également rendu à Méry avec le fils du docteur Gachet pour emprunter un corbillard, le curé d'Auvers ayant refusé le sien au suicidé.
En 1934, le critique Abraham Bredius a fourni à Oud Holland un court extrait d'une lettre de Hirschig détaillant ses souvenirs de Van Gogh. La lettre elle-même n'est pas connue et se trompe bien sur en décrivant Hirschig comme ayant vécu avec Van Gogh dans le sud de la France alors qu'Auvers se trouve au nord de Paris. Ce qu'il cite recouvre à peu près ce qui avait été écrit à  Plasschaert mais on y lit également : « Ik zie hem nog altijd met zijn afgesneden oor en zijn verwilderde oogen, waar iets krankzinnigs in zat en die ik niet dorst aan te kijken, zitten op de bank voor 't raam van' t cafétje... » (lit.: Je le vois encore avec sa coupure d'oreille  et ses yeux sauvages  qui avaient en eux quelque chose de fou et que je n'osais pas regarder, assis sur le banc en face de la fenêtre du café. . .)"... tout était terrible chez cet homme. Je crois qu'il a beaucoup souffert sur cette terre. Je ne l'ai jamais vu sourire...

## Un portrait de Van Gogh?
Il existe un portrait dessiné de « Van Goch » par Hirschig, daté 90 qui pourrait bien contrebalancer les souvenirs tardifs de « Tony » déjà pris en défaut par d'autres témoignages comme ceux d'Adeline Ravoux, d'Émile Bernard ou encore de Théo Van Gogh.
Vincent et lui étaient manifestement devenus amis et dans sa dernière lettre pour Théo, il joint la commande de Hirschig à sa propre demande de couleurs pour le faire bénéficier de la remise. Il n'y a pas de raison de suspecter une quelconque supercherie. L'orthographe « Goch » est manifestement le fait d'un hollandais pour qui les deux graphies ont la même prononciation. Vincent a reconnu la qualité de portraitiste (genre qu'il met au somment de son art) de Hirschig à propos de son portrait de l'instituteur et lui qui déplorait sans cesse que les artistes manquent de modèles a pu l'encourager (comme il l'avait fait pour Gauguin et Emile Bernard). Si le portrait est bien authentique, fût-il pas nécessairement ressemblant, il ne peut qu'avoir été réalisé que dans les tout derniers jours. Il nous montre en tout cas un Van Gogh différent de celui que nous avons l'habitude de voir. La question est aussi de savoir si le dessinateur a pu bénéficier des conseils et de la retouche de la main du maître comme Vincent avait bénéficié de ceux  de leur cousin commun Anton Mauve dix ans plus tôt.